# 落合秀市
落合 秀市（おちあい しゅういち、2001年7月10日 - ）は、和歌山県和歌山市出身のプロ野球選手（投手）。右投左打。

## 来歴

### プロ入り前
和歌山市立紀之川中学校時代は「和歌山ビクトリーズ」に所属。和歌山県立和歌山東高校進学後は2年夏に背番号11でベンチ入りし、同秋から背番号1を背負いエースとなる。3年夏は和歌山大会3回戦で敗退し、甲子園大会への出場はなかったものの、日米のプロ野球スカウトが注目する選手であった。プロ志望届を提出するが、NPBドラフト会議では指名漏れとなった。

### KDL時代
一時は野球を辞め、一般企業に就職するとしたが周囲の引き止めなどもあり、関西独立リーグの兵庫ブルーサンダーズにてプレーを継続することとなった。2019年11月23日の入団会見を欠席するなど紆余曲折を経ながら、翌年2月の入団会見には出席して入団が合意された。その年のオフに自由契約となり退団するも、NPB挑戦の意向を持っており、現役続行を表明した。
2021年1月に同リーグ球団である06BULLSへの入団が発表されたが、4月に3試合登板したのみで、6月30日までに退団した。

### KDL球団退団後
06退団時は野球に対して完全に気持ちが切れており、現役を引退した。建設業を経て、中古車販売会社に勤務。勤務先の男性から野球再開を勧められ、高校時代の恩師である米原寿秀に相談すると、グラウンドに誘われ、野球の練習を再開した。

### 四国IL・高知時代
06退団から2年半を経た2024年1月15日、四国アイランドリーグplusの高知ファイティングドッグスへ特別合格選手として入団することが発表された。野球再開時に相談をした米原が橋渡しをし、入団に至ったものである。ブランクもあり、入団後の体力テストでチーム内での差を感じるも、チームメイトのラファエル・ドリスに心酔し、トレーニング方法を請うた。トレーナーやドリスのアドバイスもあり、入団時は最速141km/hだった球速も149km/hまで上昇した。しかしながら、投球に安定感を欠いている。シーズン終了後の10月25日にいったん任意引退での退団が発表されたが、翌日任意引退解除（アイランドリーグ以外の独立リーグ球団とは契約可能）となった。

### くふうハヤテ時代
2024年12月16日、ウエスタン・リーグに所属するくふうハヤテベンチャーズ静岡に入団することが発表された。背番号は44。
2025年6月7日のオリックス戦（紀三井寺球場）に3番手で登板し、1回無失点の投球でウエスタン・リーグ初勝利を挙げた。

## 詳細情報

### 独立リーグでの投手成績
| 年 度    | 球 団    | 登 板 | 先 発 | 完 投 | 完 封 | 無 四 球 | 勝 利 | 敗 戦 | セ 丨 ブ | ホ 丨 ル ド | 勝 率 | 打 者 | 投 球 回 | 被 安 打 | 被 本 塁 打 | 与 四 球 | 敬 遠 | 与 死 球 | 奪 三 振 | 暴 投 | ボ 丨 ク | 失 点 | 自 責 点 | 防 御 率 | W H I P |
| -------- | -------- | ----- | ----- | ----- | ----- | -------- | ----- | ----- | -------- | ----------- | ----- | ----- | -------- | -------- | ----------- | -------- | ----- | -------- | -------- | ----- | -------- | ----- | -------- | -------- | ------- |
| 2020     | 兵庫     | 9     | -     | 0     | 0     | -        | 0     | 3     | 0        | -           | .000  | 107   | 20.0     | 26       | 0           | 18       | -     | 3        | 18       | 2     | -        | 26    | 14       | 6.30     | 2.20    |
| 2021     | 06       | 3     | 0     | 0     | 0     | 0        | 0     | 0     | 0        | 0           | .000  | 15    | 3.0      | 2        | 1           | 5        | -     | 1        | 6        | 1     | 0        | 2     | 2        | 6.00     | 2.33    |
| 2024     | 高知     | 23    | 2     | 0     | 0     | 0        | 0     | 3     | 1        | 7           | .000  | 133   | 26.1     | 29       | 1           | 21       | -     | 4        | 18       | 2     | 1        | 25    | 22       | 7.52     | 1.90    |
| KDL：2年 | KDL：2年 | 15    | -     | 0     | 0     | -        | 0     | 3     | 0        | -           | .000  | 122   | 23.0     | 28       | 1           | 23       | -     | 4        | 24       | 2     | -        | 28    | 16       | 6.26     | 2.22    |
| IL：1年  | IL：1年  | 23    | 2     | 0     | 0     | 0        | 0     | 3     | 1        | 7           | .000  | 133   | 26.1     | 29       | 1           | 21       | -     | 4        | 18       | 2     | 1        | 25    | 22       | 7.52     | 1.90    |

- 2024年シーズン終了時点。

### 背番号
- 23 （2020年）
- 31 （2021年 - 同年途中）
- 48 （2024年）
- 44 （2025年 - ）